# Marcus Collins minnesfond
Marcus Collins minnesfond instiftades 1972 till minne av Marcus Collin av hans änka Eva Collin, född Törnwall, som en fond inom Svenska litteratursällskapet i Finland.
Ur fonden delas ut pris åt en utövare av målarkonst.

## Pristagare
- 1975 Paul Grönholm
- 1977 Werner Åström
- 1979 Per Stenius
- 1981 Lars-Gunnar Nordström
- 1983 Carl Wargh
- 1985 Torger Enckell
- 1987 Eva Cederström
- 1989 Åke Hellman
- 1991 Tor Arne
- 1993 Carolus Enckell
- 1995 Stig Fredriksson (1929-2008)
- 1997 Jan Kenneth Weckman
- 1999 Cris af Enehielm
- 2001 Johan Scott
- 2003 Per Olov Hjortell
- 2005 Susanne Gottberg
- 2007 Göran Augustson
- 2009 Katarina Reuter
- 2012 Thomas Nyqvist
- 2014 Viggo Wallensköld
- 2016 Robert Back